# شاهزاده‌نشین آلبانی
شاهزاده‌نشین آلبانی دولتی بود که پس از سقوط پادشاهی آلبانی توسط کارل توپیا تأسیس گشت. در این شاهزاده‌نشین تا سال ۱۳۹۲ میلادی، قدرت میان دو خاندان توپیا و بالشا تقسیم شده بود. این شاهزاده‌نشین عاقبت در ۱۴۴۴ میلادی جزئی از اتحادیه لژه شد.

## حاکمان
- کارل توپیا (بار اول) ۱۳۶۸–۱۳۸۲
- بالشا دوم ۱۳۸۲–۱۳۸۵
- کارل توپیا (بار دوم) ۱۳۸۵–۱۳۸۷
- گجرجی توپیا ۱۳۸۷–۱۳۹۲
- آندریا اول توپیا ۱۳۹۲–۱۴۲۸
- آندریا دوم توپیا ۱۴۲۸–۱۴۴۴